# Teatre Rustaveli
El Teatre Nacional Rustaveli (georgià: რუსთაველის ეროვნული თეატრი) és el teatre més gran i un dels més antics de Geòrgia, situat a l'avinguda Rustaveli de la seva capital, Tbilisi. L'edifici és ornamentat amb estil rococó. El teatre va ser fundat el 1887 i des del 1921 porta el nom del poeta nacional georgià Rustaveli.

## Història i arquitectura
L’edifici va ser fundat l’any 1887 com una Societat d’Artistes. A petició de la Societat d’Artistes, es van encarregar diversos artistes reconeguts perquè pintessin frescos a les parets i sostres del soterrani. Entre aquests artistes hi havia els destacats pintors georgians Lado Gudiashvili i David Kakabadze, així com l'escenògraf de teatre Serguei Sudéikin, conegut pel seu treball per als Ballets Russos i la Metropolitan Opera. Dos altres pintors georgians importants, Mose i Iracly Toidze, finalment també es van unir al projecte. Les obres mestres que abans adornaven el nivell inferior del Teatre Rustaveli van ser emblanquinades durant el període del domini soviètic i només s'ha restaurat una petita part dels frescos.
El 1921 l'edifici va ser rebatejat com a Teatre Rustaveli. La construcció del teatre va ser finançada per Alexander Mantashev i va ser dissenyat per Cornell K. Tatishchev i Aleksander Szymkiewicz, l'arquitecte municipal de Tbilisi.
Del 2002 al 2005, el teatre va ser sotmès a una profunda renovació, finançada en gran part per l'empresari georgià Bídzina Ivaníxvili.

### Instal·lacions per a espectacles
El teatre acull tres escenaris: l'escenari principal (unes 800 butaques), l'escenari petit (283 butaques) i un de més petit (182 butaques) per a actuacions experimentals. El teatre també està disponible per a conferències i esdeveniments i alberga una gran sala de ball, una petita sala de ball i un petit vestíbul.